# Толбот (округ, Мэриленд)
Толбот (англ. Talbot County) — округ в штате Мэриленд, США. Административный центр — Истон. По данным переписи за 2010 год, число жителей округа составляло 37 782 человек.

## Географическое положение
Площадь округа — 1235 км², из которых 697 км² — суша, а 539 км² — вода. Округ Толбот граничит с округом Куин-Анс на севере, округом Каролайн на востоке. Он находится на берегу Чесапикского залива и реки Тукахое-Крик, в состав входят острова Тилмен и Поплар.

## История
Округ был создан около 1661 года. Назван в честь леди Грейс Толбот, сестры Сесилиуса Калверта, основателя Мэриленда.

## Население
| Год переписи | Нас.  |  | %±    |
| ------------ | ----- |  | ----- |
| 1820         | 14389 |  | —     |
| 1830         | 12947 |  | −10%  |
| 1840         | 12090 |  | −6,6% |
| 1850         | 13811 |  | 14,2% |
| 1860         | 14795 |  | 7,1%  |
| 1870         | 16137 |  | 9,1%  |
| 1880         | 19065 |  | 18,1% |
| 1890         | 19736 |  | 3,5%  |
| 1900         | 20342 |  | 3,1%  |
| 1910         | 19620 |  | −3,5% |
| 1920         | 18306 |  | −6,7% |
| 1930         | 18583 |  | 1,5%  |
| 1940         | 18784 |  | 1,1%  |
| 1950         | 19428 |  | 3,4%  |
| 1960         | 21578 |  | 11,1% |
| 1970         | 23682 |  | 9,8%  |
| 1980         | 25604 |  | 8,1%  |
| 1990         | 30549 |  | 19,3% |
| 2000         | 33812 |  | 10,7% |
| 2010         | 37782 |  | 11,7% |
| 2016         | 37103 |  | −1,8% |

В 2010 году на территории округа проживало 37 782 человек (из них 47,7 % мужчин и 52,3 % женщин), насчитывалось 16 157 домашних хозяйства и 10 699 семьи. Расовый состав: белые — 81,4 %, афроамериканцы — 12,8 %, коренные американцы — 0,2 %, азиаты — 1,2 % и представители двух и более рас — 1,6 %. Согласно переписи 2016 года 20,4 % жителей имели немецкое происхождение, 15,9 % — ирландское, 17,3 % — английское.
Население округа по возрастному диапазону по данным переписи 2010 года распределилось следующим образом: 19,5 % — жители младше 18 лет, 2,9 % — между 18 и 21 годами, 54,9 % — от 21 до 65 лет и 23,7 % — в возрасте 65 лет и старше. Средний возраст населения — 47,4 года. На каждые 100 женщин в Толботе приходилось 91,2 мужчин, при этом на 100 совершеннолетних женщин приходилось уже 88,7 мужчин сопоставимого возраста.
Из 16 157 домашних хозяйств 66,2 % представляли собой семьи: 52,2 % совместно проживающих супружеских пар (15,7 % с детьми младше 18 лет); 10,1 % — женщины, проживающие без мужей и 3,8 % — мужчины, проживающие без жён. 33,8 % не имели семьи. В среднем домашнее хозяйство ведут 2,31 человека, а средний размер семьи — 2,80 человека. В одиночестве проживали 28,3 % населения, 14,5 % составляли одинокие пожилые люди (старше 65 лет).

## Экономика
Экономика округа основана на медицинских услугах, рыбалке и сельском хозяйстве (в основном соевые бобы и кукуруза).
В 2016 году из 31 511 трудоспособных жителей старше 16 лет имели работу 17 595 человек. При этом мужчины имели медианный доход в 51 429 долларов США в год против 41 804 долларов среднегодового дохода у женщин. В 2014 году медианный доход на семью оценивался в 75 315 $, на домашнее хозяйство — в 61 395 $. Доход на душу населения — 40 533 $. 6,9 % от всего числа семей в Толботе и 10,9 % от всей численности населения находилось на момент переписи за чертой бедности.